# D’Banj

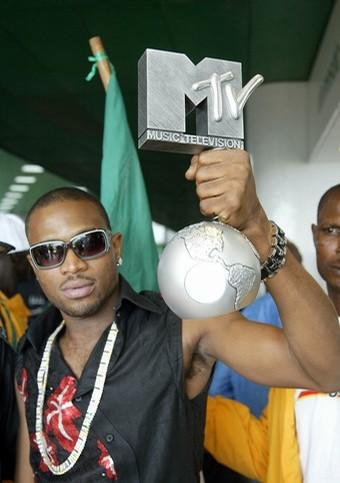
D’Banj, 2007

D’Banj (* 9. Juni 1980 in Zaria, Nigeria als Dapo Daniel Oyebanjo) ist ein nigerianischer Sänger.

## Hintergrund
Er hat mehrere Musik-Auszeichnungen, darunter die Auszeichnungen für Best African Act bei den MTV Europe Music Awards 2007 gewonnen. Er war Artist of the Year bei den MTV Africa Music Awards 2009 und erhielt den BET Award 2011 für Best International Act.
Er führt den Künstlernamen D’Banj, eine Kombination aus seinem Vornamen und seinen Nachnamen Dapo Oyebanjo. Im Jahr 2024 erschienen seine Singles: Mr.Endowed und Since 04.

## Diskografie
Alben
- 2006: No Long Thing
- 2007: Rundown Funk U Up
- 2008: The Entertainer[4]

Singles
- 2012: Oliver Twist

## Auszeichnungen
- 2006: Revelation of the year (Hip Hop World Awards)
- 2006: Artiste of the year (Nigerian Music Awards)
- 2006: UK Role Model Award (Delta State University Awards)
- 2006: Best New Comer (Channel O Music Awards)
- 2007: Song of the Year (Hip Hop World Awards)
- 2007: Artiste of the Year (Global Excellence Awards)
- 2007: Artiste of the Year (City People Awards)
- 2007: African artiste of the Year (Ghana Music Awards)
- 2007: Best Afro Pop of the Year (Nigerian Music Awards US 2007)
- 2007: Hottest Single of the Year (Nigerian Music Awards US 2007)
- 2007: Best Special Effects (Channel O Music Awards 2007)
- 2007: Best African Act (MTV Europe Music Awards)
- 2008: Musician of the Year (Future Awards)
- 2008: Artist of the Year (Uniport Awards)
- 2008: Artist of the Year (Hip Hop World Awards 2008)